# Pangrapta hyriona
Pangrapta hyriona là một loài bướm đêm trong họ Erebidae.